# 마체라타도

마체라타도의 위치

마체라타도(이탈리아어: Provincia di Macerata)은 이탈리아 마르케주의 도이다. 도청 소재지는 마체라타이다. 면적은 2,774 km2, 인구는 324,188(2009)이다. 마체라타도의 마체라타는 마테오 리치가 태어난 곳이다.